# Nueva Vizcaya

Nueva Vizcayas läge i Filippinerna

Nueva Vizcaya är en provins i Filippinerna som ligger i regionen Cagayandalen. Den har 414 200 invånare (2006) på en yta av 3 904 km².
Provinsen är indelad i 15 kommuner. Administrativ huvudort är Bayombong.